# Viktor Boss
Viktor Boss (* 6. Februar 1913 in Gündlischwand; † 7. Dezember 1996) war ein Schweizer Lehrer, Sachbuchautor und Politiker (SP).
Boss stammte aus Gündlischwand, später war er wohnhaft in Grindelwald. Er arbeitete als Sekundarlehrer, war Präsident des Oberländischen «Heimatwerks», schrieb für dessen Zeitschrift Heimatwerk, wirkte beim Verein Berner Wanderwege mit und veröffentlichte Bücher über das Wandern.
Von 1954 bis 1981 war Boss Berner Grossrat für die Sozialdemokratische Partei der Schweiz.

## Schriften (Auswahl)
- Lütschinentäler, Bern: Kümmerly & Frey, 1949, 1959 und 1967.
- Aus der Schulgeschichte von Grindelwald: Zusammengestellt als Erinnerung an die Einweihung der neuen Schulanlagen im Graben im Herbst 1961, Grindelwald 1961, 103 Seiten.
- Föhn: eine kleine Sammlung von Texten und Gedichten über den Föhn, Grindelwald: Buchdruckerei Grindelwald 1964, 64 Seiten.
- 50 Jahre Oberländer Heimatwerk, 1931–1981, Bern: Heimatwerk 1981, 20 Seiten.
- Lebensbild der beiden Maler Gottfried Boss und Eduard Boss, gebürtig von Gündlischwand, Gündlischwand; Grindelwald: Selbstverlag 1979, 56 Seiten.
- Zwei Gündlischwander Kunstmaler, in: Das Hardermannli 78. Jg., Nr. 12 vom 15. Juli 1979, S. 89–96.
- Lebensbild des Malers Gottfried Boss, gebürtig von Gündlischwand, aufgewachsen im Lehrerstöckli in Muri bei Bern, Grindelwald: Selbstverlag 1983, 40 Seiten.
- Und kämest du wieder… Weihnachtsspiel, 1959[3]